# Emmanuel Mbola
Emmanuel Mbola (* 10. Mai 1993 in Kabwe) ist ein sambischer Fußballspieler.
Der Abwehrspieler, der als linker Außenverteidiger oder als Innenverteidiger eingesetzt werden kann, stammt aus der Jugendabteilung des sambischen Vereins Mining Rangers, wo er 2008 erstmals in der ersten Mannschaft eingesetzt wurde. Im September desselben Jahres schloss er sich dem Erstligisten Zanaco FC an, wo er mit nur 15 Jahren Stammspieler wurde.
Im Januar 2009 wurde Mbola vom armenischen Topklub FC Pjunik Jerewan unter Vertrag genommen; auch hier gelang ihm bald der Sprung in die erste Elf. Im Finale um den armenischen Pokal, das Pjunik mit 1:0 gegen Bananz Jerewan gewinnen konnte, spielte der Sambier einen Tag vor seinem 16. Geburtstag über die volle Spielzeit.
Ab dem 1. Januar 2010 war er für den komglosesischen Klub Tout Puissant Mazembe aktiv. Am 1. Januar 2012 lieh der FC Porto Mbola für ein Jahr aus. In Porto kam er in der B-Mannschaft zum Einsatz. Von 2013 bis 2019 spielte er für Hapoel Ra’anana in Israel, dann ein halbes Jahr bei Ihud Bnei Sachnin. Seit 2021 ist er wieder in seiner Heimat aktiv.
Sein erstes Pflichtspiel für die Nationalmannschaft Sambias bestritt Mbola am 29. März 2009 gegen Ägypten. Insgesamt wurde er 51 mal in FIFA-LÄnderspielen eingesetzt.